# Spedale del Santo Sepolcro

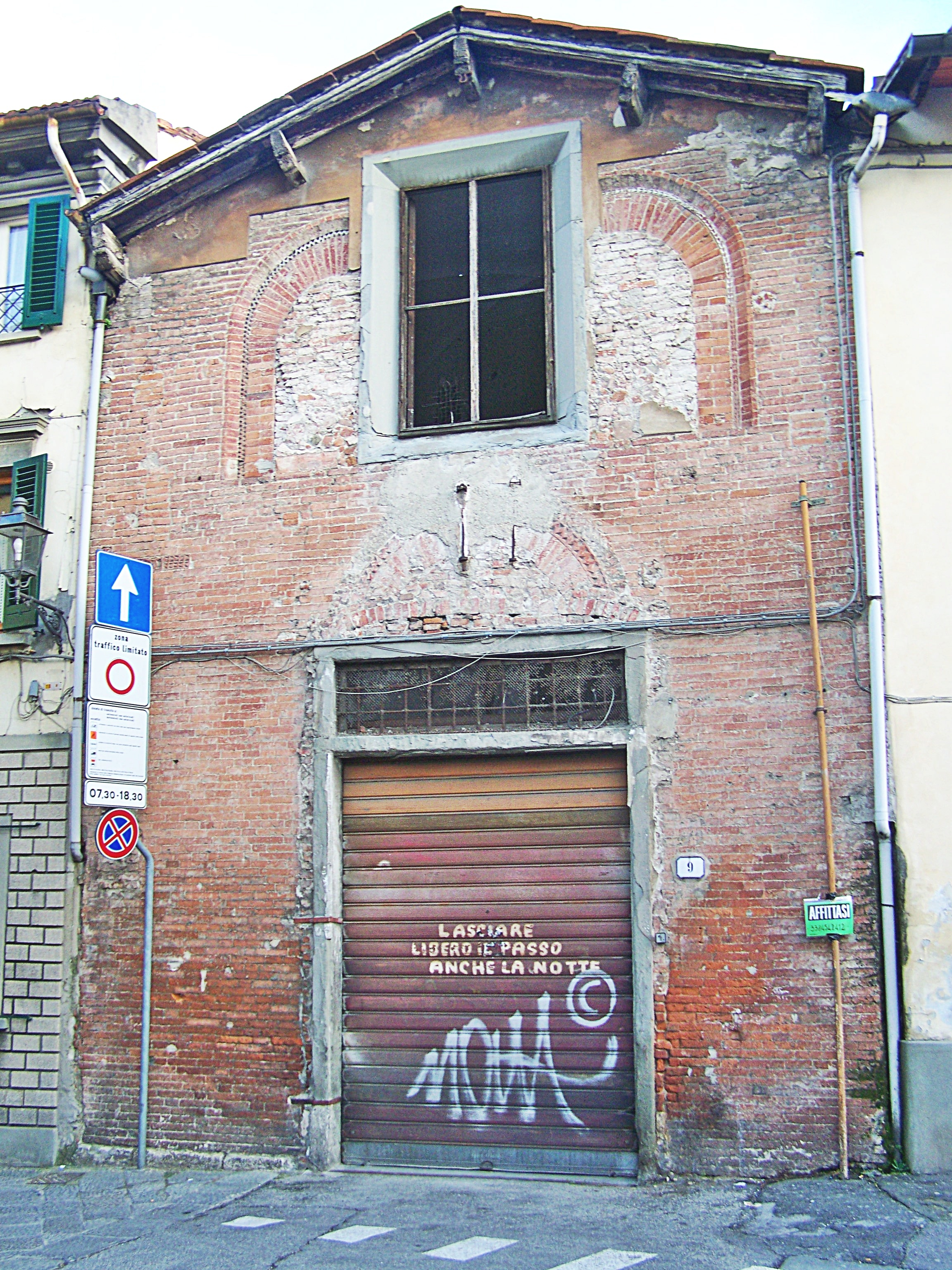
La facciata

L'ex spedale del Santo Sepolcro si trova in via San Giovanni a Prato, proprio sul retro del castello dell'Imperatore.

## Storia e descrizione
Fondato intorno al 1120 accanto alla magione dei cavalieri di Gerusalemme, poi soppresso conserva la chiesa duecentesca, con facciata in cotto ornata da elementi a stampo.
Di fianco un portale con stemmi (XIV secolo) dava accesso all'antico spedale dei cavalieri.
La chiesa, sconsacrata, è stata a lungo utilizzata come officina. Un progetto di recupero l'ha poi trasformata in un piccolo centro culturale polivalente.

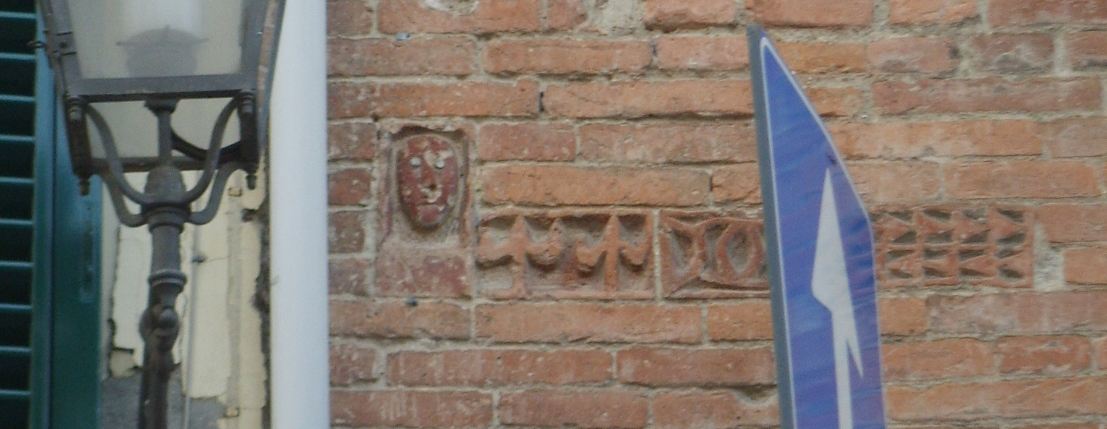
Dettaglio della facciata
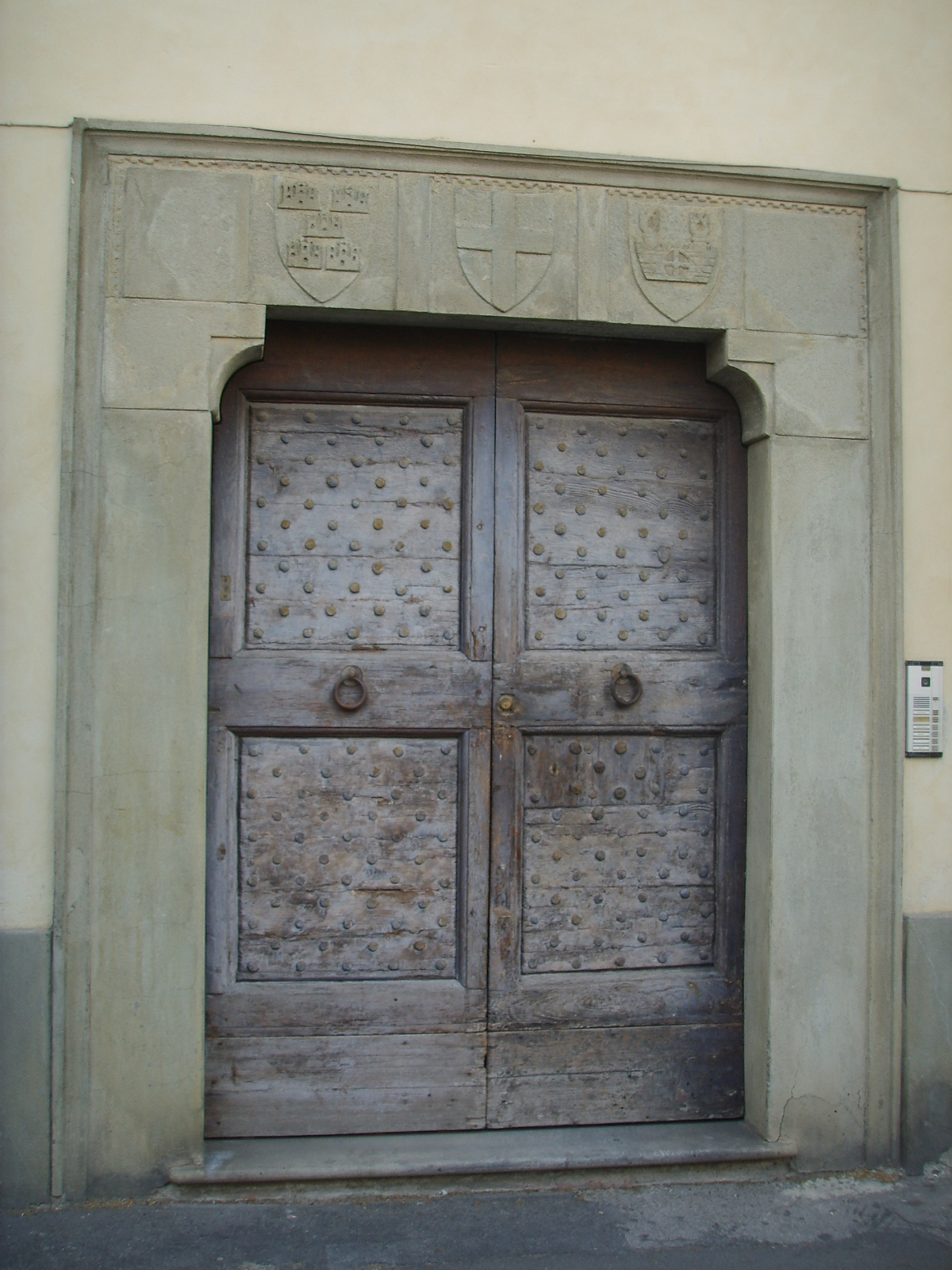
Il portale dell'ospedale